# Family Tree DNA
Family Tree DNA (FTDNA) je americká soukromá společnost, jeden z nejvýznamnějších světových poskytovatelů komerčních testů DNA pro účely genetické genealogie. Firma sídlí v Houstonu ve státě Texas, její laboratoř se nachází na Arizonské univerzitě. Family Tree DNA provádí genetické testy Y-DNA, mtDNA a аtDNA. Za účelem provedení analýzy zašle společnost zákazníkovi návod a speciální odběrovou sadu, s jejíž pomocí si zákazník sám provede bezbolestný stěr z vnitřní strany své tváře. Tímto způsobem obdržené vzorky DNA zůstávají po provedení analýzy uskladněny v laboratoři společnosti za účelem případného dalšího testování v budoucnu. V září 2018 byla velikost databáze vzorků zákazníků Family Tree DNA odhadována na téměř jeden milión. Unikátní v nabídce Family Tree DNA jsou zejména některé pokročilé testy Y-DNA – určení 37, 67 či 111 STR-markerů a podrobný test Big Y-700.

## Historie
Společnost Family Tree DNA byla založena v roce 1999 Bennettem Greenspanem, který je v současné době jejím prezidentem a předsedou představenstva. V počátcích se nabídka omezovala pouze na genealogickou analýzu chromozomu Y (otcovská linie předků), ale později začala společnost nabízet i analýzu mitochondriální DNA (mateřská linie předků) a autozomální test DNA (kombinace linií všech předků). Jedním ze zakladatelů společnosti byl též dr. Michael Hammer z Arizonské univerzity.

## Testy DNA
Všechny nabízené testy je možno provést jak novým zájemcům, tak i stávajícím zákazníkům ze vzorků, které již dříve poskytli pro provedení jiného testu a které zůstávají uchovány v laboratoři společnosti.

### DNA chromozomu X
Součástí produktu Family Finder od Family Tree DNA je i analýza chromozomu X.

### DNA chromozomu Y
Family Tree DNA provádí analýzu chromozomu Y pro účely genetickogenealogického studia mužské linie. Protože chromozom Y u žen chybí, je tento test možno provádět pouze u mužů. Tato analýza umožňuje potvrzení nebo vyvrácení příbuznosti v otcovské linii. Test chromozomu Y může taktéž pomoci určit haploskupinu.
Test Big Y-700 určuje nejen nejméně 700 STR-markerů, ale slouží též k nejpodrobnější možné identifikaci mužské linie od počátků lidstva až do současnosti. Tento test se stal nejvýznamnějším zdrojem nových poznatků o diverzitě mužských linií a jeho prostřednictvím dochází k objevům nových větví („podhaploskupin“) fylogenetického stromu člověka.

### Mitochondriální DNA
Další analýzou, kterou Family Tree DNA provádí, je test mitochondriální DNA, která se dědí v přímé ženské linii. Tento test je možné provést nejen u žen, ale i u mužů (kteří však tuto genetickou informaci již dále svým potomkům nepředávají). Family Tree DNA nabízí testování oblastí HVR1 a HVR2, stejně jako pořízení plné genomické sekvence mtDNA. V rámci této analýzy je identifikována haploskupina příslušné mateřské linie.

### Аutozomální DNA
Family Tree DNA nabízí i analýzu markerů autozomální DNA, což je mezi genealogy nejoblíbenější a testovacími společnostmi nejvíce nabízený typ genetickogenealogického testu. Autozomální test lze použít ke stanovení stupně a povahy příbuznosti nezávisle na konkrétních liniích.
Family Finder umožňuje zákazníkům srovnávat příbuznost až přibližně do úrovně bratranců z pátého kolena (s rostoucí vzdáleností průkaznost testu klesá). Součástí analýzy v rámci produktu Family Finder je i odhad původu předků nazývaný myOrigins – jde o procentuální zastoupení částí autozomální DNA spojovaných s širšími geografickými oblastmi nebo specifickými etnickými skupinami (například západní Evropa, Asie, Židé, Indiáni atd.).